# Neoperla klapaleki
Neoperla klapaleki is een steenvlieg uit de familie borstelsteenvliegen (Perlidae). De wetenschappelijke naam van de soort is voor het eerst geldig gepubliceerd in 1937 door Banks.